# Ryszard Białecki (profesor)
Ryszard Andrzej Białecki (ur. 22 lipca 1949 w Ciechanowicach) – polski inżynier, profesor nauk technicznych. Specjalizuje się w zagadnieniach z zakresu metod numerycznych w technice cieplnej, przepływu ciepła, termodynamiki oraz budowy i eksploatacji maszyn. Wykładowca i profesor zwyczajny w Zakładzie Spalania, Silników Spalinowych i Odnawialnych Źródeł Energii Instytutu Techniki Cieplnej na Wydziale Inżynierii Środowiska i Energetyki Politechniki Śląskiej. Członek korespondent Wydziału Nauk Technicznych Polskiej Akademii Nauk od 2020 roku. Zastępca przewodniczącego Komitetu Termodynamiki i Spalania PAN, pracownik Katedry Techniki Cieplnej PŚ, w latach 2012-2016 prorektor Politechniki Śląskiej ds. współpracy międzynarodowej.

## Życiorys
Od początku swojej kariery naukowej jest związany z Politechniką Śląską, uzyskał tam również wszystkie stopnie naukowe. Ukończył studia inżynierskie na kierunku technologia chemiczna i inżynieria procesowa (konstrukcja aparatury chemicznej, rocznik 1972). Po studiach początkowo był asystentem na swojej macierzystej uczelni, w 1978 roku na Wydziale Mechanicznym Energetycznym doktoryzował się. Po uzyskaniu stopnia doktora został adiunktem Politechniki Śląskiej oraz bielsko-bialskiej filii Politechniki Łódzkiej. W późniejszym czasie zatrudniono go w Biurze Projektów Hutnictwa firmy Biprohut w Gliwicach (obecnie Mostostal Zabrze). W okresie 1990–1993 pracownik naukowy Uniwersytetu Fryderyka i Aleksandra w Erlangen i Norymberdze. Habilitację uzyskał w 1993 na podstawie rozprawy Solving Heat Radiation Problems Using the Boundary Element Method. Stypendysta uniwersytetów europejskich, programów Copernicus i Tempus oraz Komisji Fulbrighta. Profesor wizytujący Uniwersytetu Centralnej Florydy. Tytuł profesora nauk technicznych nadano mu w 2004 roku.

## Nagrody i wyróżnienia
Uhonorowany m.in.:
- Nagrodą Wydziału IV PAN

- Nagrodami Ministra Edukacji Narodowej

- Nagrodami Rektora Politechniki Śląskiej

- Nagrodą InnoSilesia

- Srebrnym Krzyżem Zasługi